# Grønsisken
Grønsisken (Spinus spinus) er en lille spurvefugl i finkefamilien, som er udbredt i store dele af Europa og Asien. I yngleperioden holder den sig hovedsageligt til nåleskove, men kan resten af året ses i små flokke på jagt efter frø fra birk, el, lærk og rødgran.  Den er vurderet som næsten truet på den danske rødliste 2019.

## Udseende og kendetegn
Grønsisken er en lille, let fugl, 11 til 12,5 centimeter i længden med et vingefang på 20 til 23 centimeter. Dens vægt ligger mellem 10 og 18 gram.
Alle dragter er grønlige i grundfarven. Hvor hunnen er mørkt stribet på grågrøn bund, er hannens farver mere klart gulgrønne, og den er mindre stribet. Hannen har desuden en gul overgump, gult bryst og en sort isse og hagesmæk. Vingerne har to gule vingebånd, og halen er kort med gule sider.  Ungfugle ligner hunnen, men er grovere stribet. 
I øvrigt kendes arten bedst på sin kaldestemme, der fra flyvende fugle er et vemodigt, glidende biid, biy, si-ly eller sy-li i et ret højt toneleje. 

## Udbredelse
Fuglen yngler i et bælte over Nordeuropa og ind i Rusland. Der findes ligeledes en separat bestand i Østasien. Grønsisken er en fåtallig og uregelmæssig ynglefugl i Danmark, men om vinteren kommer en del fugle fra nordligere egne på besøg i landet, og nogle år findes så mange, så man snakker om invasionsår. De østasiatiske fugle overvintrer i Kina eller længere sydpå.

## Ynglebiologi
Par af grønsisken opretholder ikke territorier, men yngler ofte i løse kolonier.
Reden er oftest placeret højt til vejrs i nåletræer. Hunnen lægger allerede i slutningen af marts 4-6 æg, forudsat at frøsætningen hos gran er god, ellers knap en måned senere. Æggene udruges af hunnen alene i 11-14 dage. Ungerne er flyvefærdige efter cirka to uger.

## Føde
Den spiser primært frø og i yngletiden desuden insekter. Fuglene er meget adrætte og kan ses hænge med ryggen nedad ligesom mejser. På foderbrættet er de ofte i selskab med gråsisken, hvor de tager både frø og fedt.

## Fotogalleri
- Hunnen af grønsisken.
- Hannen af grønsisken.
- Hunnen af grønsisken.
- Hannen af grønsisken.
- Hunnen af grønsisken.
- Æg af grønsisken.
- Hannen af grønsisken.